# وليام هال
وليام هال (بالإنجليزية: William Hull)‏ (24 يونيو 1753 - 29 نوفمبر 1825) حاكم مقاطعة ميشغان (ولاية ميشيغان حالياً)، وبراغادير جنرال (Brigadier-General) أمريكي، اشتهر كونه قام بتسليم حصن ديترويت (Fort Detroit) للقوات البريطانية في بداية حرب 1812. بالكاد نجا من حبل المشنقة في 1814 بسبب أفعاله.

## حياته
تخرج من جامعة ييل في 1772، بعدها إنضم لنقابة المحامين، وبدأ بممارسة المحاماة عشية حرب الإستقلال الأمريكية، ثم أصبح قاضياً. إنضم إلى قوات الجيش الشعبي وترقى بسرعة إلى لفتنانت كولونيل (Lieutenant-Colonel) من 1783 إلى 1784، خاض العديد من المعارك منها وايت بلينز (White Plains)، ترينتون (Trenton)، ستيلووتر (Stillwater)، ساراتوجا (Saratoga)، ستانويكس (Stanwix)، مونماوث (Monmouth)، وستوني بوينت (Stony Point). وقد أشاد بخدماته الجنرال جورج واشنطن.
بعد حرب الإستقلال الأمريكية، دخل هال عالم السياسة، وأصبح عضواً في الكونغرس الأمريكي عن مقاطعة ميشيغان، ثم حاكماً لميشيغان في 1805.
عندما لاح شبح حرب 1812، احتار هال بأن يدخل الحياة العسكرية أو يظل في السياسة، إلا أنه دخل الجيش برتبة براغادير جنرال (Brigadier-General) بعد حصوله على تأكيدات من الحكومة ببقاءه في منصبه السياسي.

## حرب 1812
عندما إندلعت حرب 1812، تولى هال قيادة القوة المشتركة من سلاح المشاة الرابع (The 4th infantry) والجيش الشعبي لولاية أوهايو، بهدف غزو الجزء الغربي من كندا العليا (أونتاريو حالياً). تقدم بقواته عبر غابات ميشيغان ووصلَ ديترويت في 5 يوليو، ولأن الحكومة الأمريكية لم تحطه علماً أن الحرب أصبحت معلنة إلا في وقتٍ متأخر، استمر هال بالتقدم بحذر نحو كندا العليا.
من سوء الحظ أن السفينة التي بعث هال فيها تفاصيل تحركاته وخطة الهجوم ونقاط القوة والضعف في جيشه، والتي ذكر فيها أيضاً توجسه من مواجهة الجيش البريطاني، سقطت بأيدي القوات البريطانية. لذلك عندما وصل هال إلى الجانب الغربي من كندا العليا، وجد القوات البريطانية بانتظاره. لم يفتأ هال بالتحدث عن أهوال الحرب وقوة الجيش البريطاني، مما سبب في انهيار معنويات القوات الأمريكية وتقهقرها نحو حصن ديترويت.
بعد تراجع هال إلى حصن ديترويت، عملت القوات البريطانية على قطع طرق الإمداد عن قواته، وقامَ بعدة محاولات لاختراق صفوف البريطانيين، إلا أنها جميعاً فشلت، مما قوض من عزيمة هال لمواصلة القتال، في مقابل الحماسة الشديدة للميجر جنرال البريطاني إسحق بروك.
بجنود أقل بكثير من القوات الأمريكية، قامَ الميجر جنرال بروك بالتقدم نحو حصن ديترويت، راشقاً إياه بوابل من كرات مدفعيته، بينما يُخفي رجاله عن أنظار هال وقواته المتمركزة في الحصن، في الوقت نفسه قام بمراسلة هال مطالباً إياه بالإستسلام.
الذي أدهش بروك سرعة استجابة هال لطلب الإستسلام في 16 أغسطس. بررَ هال إستسلامه أنه لم يشأ حدوث مجزرة للمدنيين ولقواتِهِ بلا طائل في ديترويت، إلا أن رؤساءه إشمئزوا منه ونعتوهُ بالجبان. يعلل المؤرخون إستسلام هال للقوات البريطانية أنه من المحتمل أن يكون قد أصيب بانهيار عقلي (mental collapse) أثناء تعرض حصن ديترويت للحصار.
إستسلام هال صدمَ الحكومة في واشنطن، لذا بعد أن تم تبادل أسرى ديترويت في 1814، عاد هال إلى الولايات المتحدة ليواجه محاكمة عسكرية بتهم: الخيانة، والجبن، والإهمال في أداء الواجب وسوء السلوك، وحُكِمَ عليه بالإعدام، إلا أن الرئيس جيمس ماديسون تدخل لمنع تنفيذ الحكم، مشيداً بمجهودات هال في حرب الإستقلال الأمريكية. وقضى هال ما تبقى من حياته محاولاً استعادة سمعته.

## روابط خارجية
- وليام هال على موقع الموسوعة البريطانية (الإنجليزية)